# Azerbaiyán en los Juegos Paralímpicos de Pekín 2008
Azerbaiyán estuvo representado en los Juegos Paralímpicos de Pekín 2008 por un total de 18 deportistas, 17 hombres y una mujer.

## Medallistas
El equipo paralímpico azerbaiyano obtuvo las siguientes medallas:
| Nombre            | Deporte   | Evento                          |
| ----------------- | --------- | ------------------------------- |
| Oro               |           |                                 |
| Oloxan Musayev    | Atletismo | Peso F55/56 masculino           |
| İlham Zəkiyev     | Yudo      | +100 kg masculino               |
| Plata             |           |                                 |
| Zeynəddin Bilalov | Atletismo | Triple salto F11 masculino      |
| Tofiq Məmmədov    | Yudo      | –90 kg masculino                |
| Kərim Sərdarov    | Yudo      | –100 kg masculino               |
| Bronce            |           |                                 |
| Vüqar Mehdiyev    | Atletismo | 200 m T13 masculino             |
| Rza Osmanov       | Atletismo | 400 m T12 masculino             |
| Oleq Panyutin     | Atletismo | Salto de longitud F12 masculino |
| Vladimir Zayets   | Atletismo | Triple salto F12 masculino      |
| Ramin İbrahimov   | Yudo      | –60 kg masculino                |